# Alex Thomas Kaliyanil
Alex Thomas Kaliyanil (Vallamchira, 27 maggio 1960) è un arcivescovo cattolico e missionario indiano, dal 20 giugno 2009 arcivescovo metropolita di Bulawayo.

## Biografia
Alex Thomas Kaliyanil è nato il 27 maggio 1960 a Vallamchira, nell'arcidiocesi di Changanacherry, in India.

### Formazione e ministero sacerdotale
Dopo essere entrato nel seminario minore di Changanacherry, ha studiato filosofia e teologia a Pune. Successivamente ha conseguito un diploma in scienze economiche alla Mysore University, in India, ha emesso la professione perpetua nel 1987 ed è stato ordinato sacerdote il 7 maggio 1988.
Dal 1989 è diventato missionario in Zimbabwe trasferendosi nei territori appartenenti all'arcidiocesi di Bulawayo, dove ha ricoperto diversi incarichi, tra i quali quello di economo diocesano e superiore regionale della Società del Verbo Divino nello Zimbabwe. È stato anche cappellano per gli studenti universitari a Bulawayo, amministratore finanziario arcidiocesano e consulente della Commissione cattolica per lo sviluppo.

### Ministero episcopale
Il 20 giugno 2009 papa Benedetto XVI lo ha nominato arcivescovo metropolita di Bulawayo.
Ha ricevuto l'ordinazione episcopale il 20 agosto successivo dalle mani dell'arcivescovo nunzio apostolico del Zimbabwe George Kocherry, co-consacranti l'arcivescovo metropolita di Harare Robert Christopher Ndlovu e il vescovo di Gweru Martin Munyanyi.
Il 29 giugno 2010 ha ricevuto dalle mani del Santo Padre il pallio.
Nell'aprile 2014 ha inaugurato il campus dell'università cattolica dello Zimbabwe di Bulawayo.
Il 2 giugno 2014 si è recato a Roma per la visita ad limina.
Dal 2014 al maggio 2018 ha ricoperto il ruolo di segretario della Conferenza dei Vescovi Cattolici dello Zimbabwe, mentre nel maggio 2018 ne è stato eletto vicepresidente.

## Genealogia episcopale e successione apostolica
La genealogia episcopale è:
- Cardinale Scipione Rebiba
- Cardinale Giulio Antonio Santori
- Cardinale Girolamo Bernerio, O.P.
- Arcivescovo Galeazzo Sanvitale
- Cardinale Ludovico Ludovisi
- Cardinale Luigi Caetani
- Cardinale Ulderico Carpegna
- Cardinale Paluzzo Paluzzi Altieri degli Albertoni
- Papa Benedetto XIII
- Papa Benedetto XIV
- Papa Clemente XIII
- Cardinale Marcantonio Colonna
- Cardinale Giacinto Sigismondo Gerdil, B.
- Cardinale Giulio Maria della Somaglia
- Cardinale Carlo Odescalchi, S.I.
- Cardinale Costantino Patrizi Naro
- Cardinale Lucido Maria Parocchi
- Papa Pio X
- Papa Benedetto XV
- Papa Pio XII
- Cardinale Eugène Tisserant
- Papa Paolo VI
- Arcivescovo Joseph Powathil
- Arcivescovo George Kocherry
- Arcivescovo Alex Thomas Kaliyanil, S.V.D.

La successione apostolica è: 
- Vescovo Raphael Macebo Mabuza Ncube (2021)